# Trimma randalli
Trimma randalli är en fiskart som beskrevs av Richard Winterbottom och Zur 2007. Trimma randalli ingår i släktet Trimma och familjen smörbultsfiskar. Inga underarter finns listade i Catalogue of Life.